# La Richesse des réseaux
La richesse des réseaux : Marchés et libertés à l'heure du partage social (The Wealth of Networks: How Social Production Transforms Markets and Freedom  en version originale) est un livre écrit par le professeur de droit Yochai Benkler et publié en version originale le 3 avril 2006 par les Presses de l'Université Yale, et en version française le 3 décembre 2009 par les Presses universitaires de Lyon.

## Contenu
La Richesse des réseaux analyse les manières dont les technologies de l'information et de la communication permettent des formes augmentées de collaboration qui pourraient éventuellement transformer l'économie et la société. 
Yochai Benkler souligne les exemples de Wikipédia, Creative Commons, Open Source Software et la blogosphère (The Wealth of Networks est notamment publié sous licence Creative Commons). 
Benkler postule que les blogs et autres modes de communication participative peuvent mener à une « culture plus critique et introspective » où les citoyens ont un plus grand pouvoir par leur capacité à publier leur propres opinions sur une série d'enjeux.
La plus grande partie du livre est basée sur des notions économiques. Benkler y soulève la possibilité qu'une culture basée sur un échange libre de l'information pourrait devenir économiquement plus efficace qu'une culture alourdie par des notions de brevets et copyright.